# Tiringe
Tiringe (en népalais : तिरिङ्गे) est un comité de développement villageois du Népal situé dans le district de Taplejung. Au recensement de 2011, il comptait 1 703 habitants.